# Химик (футбольный клуб, Новомосковск)
«Хи́мик» (Новомосковск) — российский футбольный клуб из Новомосковска, Тульская область. Выступал в первенстве СССР в классе «Б» и второй лиге под названиями «Шахтёр», «Труд» и «Химик» (1954—1979) и первенстве России во второй и третьей лигах — «Дон», «Химик» и «Химик-Арсенал» (сезоны 1993—2007, 2017/18—2020/21). Сейчас выступает в чемпионате Тульской Области.

## История
Команда мастеров была создана в Сталиногорске в послевоенные годы. Лучший результат — 2-е место в зональном турнире класса «Б» в 1970 году. Наивысшее достижение в Кубке СССР — четвертьфинал розыгрыша 1961 года, на пути к которому было пройдено столичное «Динамо». В то время в городе наблюдался пик популярности футбола — матч с динамовцами собрал 17 тысяч зрителей.
В 1979 году «Химик» занял 24-е место среди 25 команд своей зоны второй лиги и был расформирован. В дальнейшем Новомосковск был представлен только в первенстве области. Команду возродили лишь в 1993-м, уже под названием «Дон». Через два года новомосковцы выиграли третью зону Третьей лиги и получили возможность играть рангом выше.
В сезоне 2007 года клуб занял последнее, 16-е место во втором дивизионе и лишился профессионального статуса, а в 2009 году отказался от участия в турнире ЛФЛ из-за финансовых проблем.
В 2010 году «Химик» вновь был заявлен в ЛФЛ «Черноземье» и выступил удачно: завоевал Кубок Черноземья, а в чемпионате занял 2-e место.
На прошедшем в 2010 году в Сочи финале кубка России среди любителей новомосковцы стали третьими. А поскольку первые две команды отказались от перехода во второй дивизион, «Химик» получил возможность сделать это вместо них. Однако из-за запланированной реконструкции стадиона новомосковцы остались в любительской лиге.
Сезон-2011/12 «Химик» вновь закончил на второй строчке турнирной таблицы зоны «Черноземье».
В 2014 году в чемпионат Тульской области заявился дубль команды, с 2017 года «Химик-2» выступает в третьем дивизионе («Черноземье» — СФФ «Центр»).
В 2016 году клуб стал обладателем кубка России среди ЛФК.
В июне 2017 года клуб вошёл в структуру тульского «Арсенала».
В июле 2017 года команда получила лицензию на выступление в группе «Центр» Первенства ПФЛ.
С сезона-2019/20 стал фарм-клубом тульского «Арсенала». Юридически команда получила название «Химик-Арсенал» (Тула), однако тренироваться и проводить домашние матчи «Химик» продолжил в Новомосковске.
Перед сезоном 2021/22 во Втором дивизионе ФНЛ был заменён «Арсеналом-2».

## Названия
- 1954—1955, 1959—1960 — «Шахтёр»
- 1958 — «Труд»
- 1993—2009 — «Дон»
- 1961—1992, 2010—2019 — «Химик»
- 2019—2021 — «Химик-Арсенал»

В 1956—1957 годах команда представляла Мосбасс.

## Достижения
- Победитель третьей зоны Третьей лиги: 1995
- Обладатель Кубка России среди ЛФК: 2016
- Обладатель Кубка Черноземья: 2010, 2016
- Серебряный призёр ЛФЛ «Черноземье»: 2010, 2011/12, 2013
- Бронзовый призёр ЛФЛ «Черноземье»: 2012/13